# Manta, Manta
Manta, Manta, är en tysk actionkomedi från 1991. Manta, Manta blev en stor publikframgång med 1,2 miljoner biobesökare.

## Handling
Den handlar om en grupp män som kör runt i sina Opel Mantas.

## Rollista
- Til Schweiger – Bertie
- Tina Ruland – Uschi
- Michael Kessler – Klausi
- Stefan Gebelhoff – Gerd
- Sabine Berg – Florentine
- Ömer Simsek – Hakan
- Beatrice Manowski – Sabine
- Nadja Naidenow – Angie
- Martin Armknecht – Axel
- Uwe Fellensiek – Helmut, Disco-Besitzer
- Jürgen Schornagel – Herr Ecker, Werkstatt
- Jockel Tschiersch – Radiomoderator
- Karin Johnson – Axels Freundin
- Liz Becker – Berties Mutter
- Paul Faßnacht – Berties Vater
- Ruth Brück – Frau Hartmann, Friseurin
- Susanne Leutenegger – Frauenärztin
- Horst D. Scheel – Lehrer der Abendschule
- Sepp Schauer – Bayernfan im Auto
- Werner Karle Jr. – Tankwart
- Willi Thomczyk – Polizist